# كود الغرب (فلم 2012)
كود الغرب (بالإنجليزية: Code of the West) هو فيلم وثائقي أمريكي عام 2012 أخرجته ريبيكا ريتشمان كوهين (بالإنجليزية: Rebecca Richman Cohen) حول حملة 2010 لإلغاء تقنين مونتانا للماريجوانا الطبية.

## روابط خارجية
- الموقع الرسمي
- كود الغرب  في قاعدة بيانات الأفلام على الإنترنت (بالإنجليزية)